# Міські особняки архітектора Віктора Орта
Міські особняки архітектора Віктора Орта (англ. Major Town Houses of the Architect Victor Horta (Brussels) — група споруд у місті Брюссель авторства архітектора Віктора Орта, одного з основоположників стилю модерн (ар-нуво). Належить до найбільш видатних піонерних архітектурних творів кінця XIX століття. У 2000 року міські особняки внесені в список Світової спадщини ЮНЕСКО:
- Отель-Тассель
- Отель-Сольве
- Отель-ван-Етвельде
- Музей Орта — власний дім-майстерня Орта